# Прассек, Иоганнес
Иоганнес Прассек (нем. Johannes Prassek, 13 августа 1911, Гамбург, Германская империя — 10 ноября 1943, Гамбург, Третий рейх) — немецкий римско-католический священник и антифашист. Один из четырёх Любекских мучеников.
Во время нацистского правления в Германии открыто выступал против действий режима. За помощь подневольным рабочим и распространение антивоенных листовок был арестован гестапо и приговорён народным судом к смертной казни. Блаженный Римско-католической церкви.

## Биография
Родился в семье каменщика и домохозяйки в квартале Гриндель. Вскоре после рождения, семья переехала в Бармбек, пригород Гамбурга. Окончил гимназию Иоганнеумс в квартале Винтерхуд.
С 1931 года изучал теологию и философию сначала в Высшей школе философии и теологии Святого Георгия во Франкфурте-на-Майне, затем в Мюнстере. В 1937 году в Оснабрюке он был рукоположен в священники. Служил капелланом прихода в Виттенбурге. В 1939 году был назначен адъюнктом, а затем капелланом прихода при церкви Святейшего Сердца Иисуса в Любеке. Пользовался уважением среди прихожан, особенно среди молодёжи. Философ Ганс Блюменберг был одним из тех, на формирование мировоззрения которого Прассек оказал большое влияние, будучи молодёжным капелланом и духовным наставником.
По воспоминаниям современников Прассек обладал сильным характером и был отважным человеком. За две недели до своего ареста он был награжден Почётной медалью противовоздушной обороны за то, что во время разрушительного налета на Любек в ночь с 28 на 29 марта 1942 года под бомбами спасал людей из разрушенной больницы.
Прассек не скрывал своего отрицательного отношения к нацизму и критиковал нацистский режим в своих проповедях. Он также взял на себя заботу о пастырском служении среди поляков, пригнанных в Германию в качестве подневольных рабочих, для чего выучил польский язык. Прассек тайно оказывал им разную помощь, что было запрещено режимом.

### Арест и казнь
Прассек был арестован гестапо 18 мая 1942 года. Вместе с ним были арестованы два других католических священника — Эдуард Мюллер и Герман Ланге, и лютеранский пастор Карл Фридрих Штельбринк, который также открыто выступил против нацистского режима. Для суда над четырьмя священнослужителями и восемнадцатью мирянами из Берлина в Любек прибыл второй состав Народной судебной палаты. Во время судебного разбирательства Прассек признал, что критически относится к национал-социализму. Суд признал его виновным по всем обвинениям и приговорил к высшей мере наказания. Просьба о помиловании священнослужителей от епископа Любека Германа Вильгельма Бернинга была отклонена.
Смертный приговор через обезглавливание был приведён в исполнение 10 ноября 1943 года в тюрьме Хольстенгласис в Гамбурге (ныне следственный изолятор) палачом Фридрихом Гером. Трупы Прассека и Мюллера были сожжены в крематории концлагеря Нойенгамме, а пепел развеян в лагерном саду.

### Наследие
В 2003 году архиепископ Гамбурга Вернер Тиссен объявил об открытии процесса беатификации беатификации Прассека, Мюллера и Ланге. 1 июля 2010 года пресс-служба Ватикана сообщила, что римский папа Бенедикт XVI уполномочил префекта Конгрегации по канонизации святых «обеспечить исполнение» соответствующего указа. Процесс подготовки к беатификации был завершен. Церемония причисления к лику блаженных Мюллера, Прассека и Ланге прошла 25 июня 2011 года перед церковью Святейшего Сердца Иисуса в Любеке. Во время богослужения был помянут и пастор Штельбринк. Любекские мученики являются символом немецкого экуменизма.
В 2005 году в Оснабрюк-Хасте была основана рабочая группа имени Иоганнеса Прассека; местному молодежному и общественному центру присвоили его имя. В 2007 году перед церковью Христа Царя в Оснабрюке, в которой Прассек служил свою первую мессу, в память о нём установили камень преткновения. Случайно обнаруженный молитвенник священника в настоящее время хранится в церкви святого Иосифа в Лингене. В Гамбург-Фольксдорфе приходский зал церкви Святого Креста был назван в его честь, потому что 4 апреля 1937 года на кафедре в этой церкви он произнёс свою первую проповедь.
В июне 2011 года в квартале Бармбек-Зюд в Гамбурге был открыт Иоганнес-Прассек-парк. 29 июня 2014 года Гамбургская архиепископия учредила благочиние Иоганнеса Прассека на северо-востоке Гамбурга, в которое вошли пять ранее независимых приходов: Успения Пресвятой Богородицы в Ральштедте, Святого Духа в Фармсене, Святого Вильгельма в Брамфельде, Святого Бернарда в Поппенбюттеле и Святого Креста в Фольксдорфе. На территории прихода проживает около 250 000 человек, из которых почти 25 000 являются католиками. В июне 2020 года камень преткновения в память об Иоганнесе Прассеке был заложен на тротуаре перед церковью Святого Креста в Фольксдорфе во время церковной инаугурации 21 июня 2020 года.